# Norco (Kalifornien)
Norco ist eine Stadt im Riverside County im US-Bundesstaat Kalifornien, Vereinigte Staaten. Das U.S. Census Bureau hat bei der Volkszählung 2020 eine Einwohnerzahl von 26.316 ermittelt. Das Stadtgebiet hat eine Größe von 36,980 km². Der Name des Ortes leitet sich von North Corona ab und ist nach der North Corona Land Company benannt. In Norco befindet sich das
Naval Surface Warfare Center Corona.
Die Stadt wurde vor allem durch die Norco-Schießerei 1980 bekannt.

## Demografie
Bei der Volkszählung 2010 hatte Norco eine Einwohnerzahl von 27.063. Nach der Volkszählung 2010 betrug der Anteil der weißen Bevölkerung 20.641 (76,3 %), es gab 1.893 (7 %) Schwarze, 844 (3,1 %) waren Asiaten und 248 (0,9 %) Indianer. 8.405 (31,1 %) Menschen waren ohne Berücksichtigung ihrer Race hispanisch.
Nach der Volkszählung 2010 lebte 83,8 % der Bevölkerung in Privathaushalten. Es gab 7.023 Haushalte. 4.353 Haushalte (62 %) waren von verheirateten Ehepaaren bewohnt, 777 (11,1 %) Haushalte hatten ein weibliches Haushaltsmitglied ohne einen Mann, 453 (6,5 %) hatten ein männliches Haushaltsmitglied ohne eine Frau. Es gab 354 (5 %) verschiedengeschlechtliche nichteheliche Partnerschaften. 1.030 Haushalte (14,7 %) waren Einpersonenhaushalte, 458 (6,5 %) waren Einpersonenhaushalte mit einer mehr als 65 Jahre alten Person. Die Durchschnittsgröße der Haushalte war 3,23.
5.488 (20,3 %) Menschen waren jünger als 18 Jahre alt, 2.798 (10,3 %) waren zwischen 18 und 24, 7.854 (29 %) waren zwischen 25 und 44, 8.303 (30,7 %) waren zwischen 45 und 64 und 2.620 (9,7 %) waren 65 oder älter.

## Geografie
Norco liegt im Nordwesten des Riverside Countys in Südkalifornien. Die Stadt hat 26.316 Einwohner und dehnt sich auf eine Fläche von 36,980 km² aus, wovon 36,161 km² Landfläche sind.

## Söhne und Töchter der Stadt
- Toby Gerhart (* 1987), American-Football-Spieler
- Presley Hart (* 1988), Pornodarstellerin